# Episodi di The Thick of It (seconda stagione)
La seconda stagione della serie televisiva The Thick of It, composta da 3 episodi, è stata trasmessa su BBC Four dal 20 ottobre al 3 novembre 2005.
In Italia è stata trasmessa, sottotitolata, dalla piattaforma online gratuita VVVVID il 9 ottobre 2015.
| nº | Titolo originale     | Titolo italiano         | Trasmissione UK | Trasmissione Italia |
| -- | -------------------- | ----------------------- | --------------- | ------------------- |
| 1  | Series 2 – Episode 1 | Stagione 2 - episodio 1 | 20 ottobre 2005 | 9 ottobre 2015      |
| 2  | Series 2 – Episode 2 | Stagione 2 - episodio 2 | 27 ottobre 2005 | 9 ottobre 2015      |
| 3  | Series 2 – Episode 3 | Stagione 2 - episodio 3 | 3 novembre 2005 | 9 ottobre 2015      |

## Stagione 2 - episodio 1
- Titolo originale: Series 2 – Episode 1
- Diretto da: Armando Iannucci
- Scritto da: Simon Blackwell, Tony Roche, Jesse Armstrong e Armando Iannucci

## Stagione 2 - episodio 2
- Titolo originale: Series 2 – Episode 2
- Diretto da: Armando Iannucci
- Scritto da: Simon Blackwell, Tony Roche, Jesse Armstrong e Armando Iannucci

## Stagione 2 - episodio 3
- Titolo originale: Series 2 – Episode 3
- Diretto da: Armando Iannucci
- Scritto da: Simon Blackwell, Tony Roche, Jesse Armstrong e Armando Iannucci